# W64S
W64S（だぶりゅーろくよんえす）は、ソニー・エリクソン・モバイルコミュニケーションズ（現：ソニーモバイルコミュニケーションズ）が日本国内向けに開発した、auブランドを展開するKDDIおよび沖縄セルラー電話のCDMA 1X WIN対応携帯電話である。

## 概要
2008年春モデルで発売された初のグローバルパスポートGSM対応機であるW62Sの後継モデル。「艶（あでやか）」をデザインテーマとし、W62Sにはなかったワンセグが搭載され、カメラの画素数も319万画素に上がり、この機種は回転2軸型の折りたたみ型に変わった。それにも関わらずW62Sより2mm薄型化されている。
また、メッキパーツとクリアパーツをふんだんに使用したデザインも特徴となっており、メインディスプレイ背面にはサブディスプレイの代わりに特徴的なイルミネーションが搭載されている。
W62S同様KCPを採用し、ステレオスピーカーではなくモノラルスピーカーが搭載された（同社の1X WINシリーズとしては初採用）。
キーライトは盤面が発光するタイプだが、「ラティス×ブラック」のみ文字が発光する。

## 沿革
- 2008年8月27日 - 電気通信端末機器審査協会（JATE）の認定（認定番号:AD08-0364001）。
- 2008年10月27日 - KDDI、およびソニー・エリクソン・モバイルコミュニケーションズ（当時）より公式発表。
- 2008年11月1日 - 全国にて一斉発売。
- 2009年6月11日 - 四国、九州、沖縄地区にてフラワーピンクとシャインゴールドが追加発売。
- 2009年6月12日 - 上記以外の残りの地区にてフラワーピンクとシャインゴールドが追加発売。
- 2009年10月 - 販売終了。

## 評判
デザインだけでなく機能面、レスポンスを含む操作性、使用感においてもかなりバランスがとれており、ITmediaのau向けの携帯売り上げランキングにおいては長期に渡り安定した順位を確保し、2009年春季から秋季においてau向けの売上ランキングでは数週間に渡って首位を獲得した事もあった。ちなみに2010年1月の時点において既存のau向けのソニー・エリクソン製端末からすれば販売台数が最も多い機種であり、また、同キャリア向けの2008年秋冬モデルとしては一番のロングセラーモデルとなっている。

## 対応サービス
※太字で表記されている機能はGSM（海外）モード時は使用不可。
- GSMローミング対応
- au LISTEN MOBILE SERVICE（ビデオクリップ対応）
- au Smart Sports
- 着うたフル
- EZ待ちうた
- EZテレビ（ワンセグ）
- EZ FeliCa
- EZニュースフラッシュ
- EZニュースEX（Web版のみ対応）
- EZチャンネルプラス
- EZナビウォーク
- EZ助手席ナビ
- 安心ナビ
- 災害時ナビ（ただしGSM(海外)モード設定時は「避難所マップ」が使用不可となる）
- 緊急地震速報
- 緊急通報位置通知
- モバイルSuicaアプリ
- じぶん銀行アプリ
- EZチャンネル
- 赤外線通信
- EZケータイアレンジ
- EZアプリ(BREW)
- オープンアプリプレイヤー
- PCサイトビューアー
- PCドキュメントビューアー
- デコレーションメール
- 絵しゃべりメール
- ラッピングメール
- Touch Message

## 不具合
2008年11月1日に以下の不具合の修正がケータイアップデートにより行われた。
- EZアプリ (BREW) 起動中に「電源/終了」キーを押下しEZアプリ (BREW) 終了の確認画面を表示すると、以降の操作において「電源/終了」キーの短押しが効かなくなる場合がある